# 薩索爾堡
薩索爾堡（Sasolburg）是南非的城市，位於該國東北部，由自由邦省負責管轄，面積49.82平方公里，海拔高度約1,500米，2001年人口24,568，人口密度每平方公里490人。

## 外部連結
- Official site （页面存档备份，存于）
- Vaal Triangle Info
- Fighting for scraps in the Republic of Sasol(burg) （页面存档备份，存于）, Stephen Sparks, Mail & Guardian, 21 January 2013